# Species III
Species III è un film per la televisione del 2004 diretto da Brad Turner. È il seguito di Species II ed è il terzo film della serie fanta-horror iniziata nel 1995 con Specie mortale. Prodotto direttamente per il mercato video, questo film segna anche l'uscita di scena di Natasha Henstridge, che aveva interpretato la creatura aliena nei due precedenti episodi.

## Trama
Questo film inizia proprio dove il capitolo precedente si era chiuso. Ore dopo gli eventi del film precedente, il furgone che trasporta il cadavere di Eve guidato dal dott. Abbot. Il medico Abbot ha intenzione di impossessarsi del corpo per farne degli studi personali al riguardo, ma quando il compagno tenta di comunicare via radio ai loro superiori, l'autista si ferma e gli punta contro una pistola. A quel punto succede qualcosa di inaspettato. Entrambi sono sorpresi dal bambino che compare nella finestra posteriore il quale uccide il compagno con la sua lingua. Nella parte posteriore il conducente scopre che Eve in realtà non è morta, che ha le doglie e dà alla luce un neonato (alieno). Mentre il bambino strangola Eve con la sua lingua, il dott. Abbot avvolge il neonato nella sua giacca e scappa nel bosco. Un elicottero militare che si trova a sorveglianza del furgone abbandonato, su ordine del governo effettua un'atopsia sul corpo di Eve, scoprendo che era incinta e che ha anche partorito, decidendo così di bruciarne il corpo.
Il dottor Abbot, docente universitario di biochimica, in casa sua, tiene così la figlia di Eve, che in pochi mesi è diventata una giovane ragazza di nome Sara. Il bambino che ha ucciso Eve, ormai invecchiato, visita il dottor Abbot nel suo ufficio, chiedendo di vedere la figlia di Eve, ma poi in parte marcisce e muore sulla sua sedia. Ma prima di morire gli confida che anche gli altri mezzosangue come lui, metà umani e metà alieni nati dall'incontro tra l'astronauta infettato del film precedente e le donne umane sono tutti nelle sue stesse condizioni. Il dottore scioccato chiede a Dean, uno studente il cui finanziamento è in pericolo, per aiutarlo nella sua ricerca per creare un perfetto DNA alieno, promettendogli un finanziamento e premi futuri. Abbot e Dean si rendono conto che i mezzosangue nati dall'incrocio tra l'astronauta infettato e le donne umane sono destinati ad estinguersi in quanto i due DNA sono incompatibili, al contrario Sara essendo nata dall'unione di due mezzi umani e mezzi alieni è perfetta.
In assenza di Abbot, Sara si sviluppa e riemerge dal suo bozzolo come una bella bionda. Quando il dottor Turner, un professore amico, arriva a casa di Abbot, che viene prima sedotto e poi rifiutato, finisce con l'essere ucciso da Sara. Alla ricerca di potenziali partner riproduttori, Sara una sera entra in contatto con un altro mezzosangue. I due iniziano ad accoppiarsi, ma poi Sara lo respinge quando scopre che soffre di malattie, proprio come quello che era andato a trovare Abbot. Tornata a casa, Sara dimostra le sue incredibili doti di apprendimento a Dean, il quale gli chiede di giocare a scacchi. Sara, dopo avere semplicemente toccato il libro delle istruzioni, le apprende di colpo e batte Dean in un'unica partita in sole 4 mosse. Più tardi, a casa di Abbot, il mezzosangue attacca Sara. Abbot spruzza gas cloridrico sopra il laboratorio, uccidendo il mezzo alieno, ma viene ucciso da quest'ultimo. Dean chiede se avrebbe dovuto continuare da solo. Sara lo spinge a salvare la sua specie, dopo aver tentato di sedurlo ma invano nel momento in cui Dean intravede la natura aliena di Sara.
Nel frattempo, il compagno di stanza del campus di Dean, Hastings, ha contattato su un sito web, una donna di nome Amelia che vuole dati biochimici. Attratto dal fascino seducente della ragazza, Hastings le passa i dati degli appunti di Dean. Ma Amelia, in realtà è il leader dei mezzosangue in cerca della figlia di Eve, che quando si incontra con lui, sente la presenza di Sara e rapisce Hastings. A casa di Abbot, Amelia e Sara fanno pressione su Hastings nella creazione delle specie perfetta in modo che entrambi possano avere compagni.
Dean viene prelevato dall'agente, Wasach, che ha anche monitorato il sito di Amelia e ha notato una certa connessione con il progetto Athena. I due fanno irruzione nella casa di Abbot e prelevano le uova di Sara e liberano Hastings. I tre uomini fuggono in un vicino impianto di alimentazione sperimentale, seguiti da Amelia e Sara. Dean cerca di intrappolare Sara e Amelia nel nucleo della pianta. Ma quando le uova di Sara cadono nel nucleo, Amelia tenta di uccidere Dean ma viene fermata da Sara, che getta Amelia nel nucleo. Dean riesce a chiudere l'albero al centro giusto in tempo per evitare una catastrofe nucleare.
Più tardi, quando Hastings scende nella casa di Abbot trova Sara viva. Dean spiega come Sara sopravvisse, e che le ha creato il compagno perfetto per lei, utilizzando le parti recuperabili del meticcio DNA in modo che Sara non fosse sola. Dean chiede a Sara perché lei lo ha salvato, poiché non c'era motivo, ma Sara gli risponde semplicemente che avrebbe dovuto trovare lui la risposta. Dopo che Sara e il suo compagno se ne sono andati, Dean rivela a Hastings che si è assicurato il compagno fosse sterile, impedendo così qualsiasi prole.
Dean invita infine l'amico a fare colazione dopo gli eventi passati.